# Michael Tebbutt
Michael Tebbutt (Sydney, 22 dicembre 1970) è un ex tennista australiano.

## Carriera
In carriera ha vinto 2 titoli di doppio. Nei tornei del Grande Slam ha ottenuto il suo miglior risultato raggiungendo i quarti di finale di doppio a Wimbledon nel 1996 e agli US Open nel 1999 e di doppio misto agli Australian Open nel 1996.

## Statistiche

### Doppio

#### Vittorie (2)
| Numero | Anno           | Torneo                                          | Superficie | Compagno         | Avversari in finale          | Punteggio     |
| 1.     | 17 agosto 1997 | Indianapolis Tennis Championships, Indianapolis | Cemento    | Mikael Tillström | Jonas Björkman Nicklas Kulti | 7-6, 7-5      |
| 2.     | 9 marzo 1998   | Tennis Channel Open, Scottsdale                 | Cemento    | Cyril Suk        | Kent Kinnear David Wheaton   | 4-6, 6-1, 7-6 |

### Doppio

#### Finali perse (4)
| Numero | Anno            | Torneo                                                            | Superficie  | Compagno         | Avversari in finale            | Punteggio     |
| 1.     | 4 febbraio 1996 | Shanghai Open, Shanghai                                           | Sintetico   | Jim Grabb        | Mark Knowles Roger Smith       | 6-4, 2-6, 6-7 |
| 2.     | 18 marzo 1996   | Newsweek Champions Cup and the State Farm Evert Cup, Indian Wells | Cemento     | Brian MacPhie    | Todd Woodbridge Mark Woodforde | 6-1, 2-6, 2-6 |
| 3.     | 14 luglio 1996  | Hall of Fame Tennis Championships, Newport                        | Erba        | Paul Kilderry    | Marius Barnard Piet Norval     | 7-6, 4-6, 4-6 |
| 4.     | 27 aprile 1998  | U.S. Men's Clay Court Championships, Orlando                      | Terra rossa | Mikael Tillström | Grant Stafford Kevin Ullyett   | 6-4, 4-6, 5-7 |